# Nieuport 17
Nieuport 17 bylo francouzské dvouplošné stíhací letadlo vyráběné společností Nieuport a jedno z nejznámějších letadel celé první světové války.

## Konstrukce
Letoun Nieuport 17 byl podobný svému předchůdci Nieuportu 11, ale měl výkonnější letecký motor, větší křídla a obecně propracovanější konstrukci. 3500 z 4000 vyrobených strojů bylo poháněno motory Le Rhône 9J o výkonu 110 k (81 kW), později dostaly některé stroje výkonnější motor Clerget 9B o 130 k (96 kW). Typ byl proslulý vynikající obratností (ve srovnání s ostatními stíhacími letouny své doby), ale spodní křídlo se při vyšším zatížení snadno lámalo.

## Služba
Nieuport 17 se poprvé objevil nad západní frontou v březnu 1916, ve stejnou dobu jako britský D.H.2 a byl rychle přijat do výzbroje Royal Flying Corps a Royal Naval Air Service, protože převyšoval všechny soudobé britské konstrukce. Za zmínku stojí také fakt, že po určitou část roku 1916 byly všechny perutě Aviation Militaire vyzbrojeny právě tímto typem. Nieuport 17 byl nasazen do bojů také nizozemským, belgickým, ruským a italským letectvem. Dokonce i Německo okopírovalo mnoho prvků z jeho konstrukce a vyrábělo podobný typ pod označením Siemens-Schukert D.III. Byla jimi vyzbrojena slavná eskadra č. 3 Les Cigognes, 38, 55, 65 a 103. Nacházely se rovněž u eskadry amerických pilotů N 124 Escadrille Lafayette.

## Letecká esa létající na Nieuportu 17

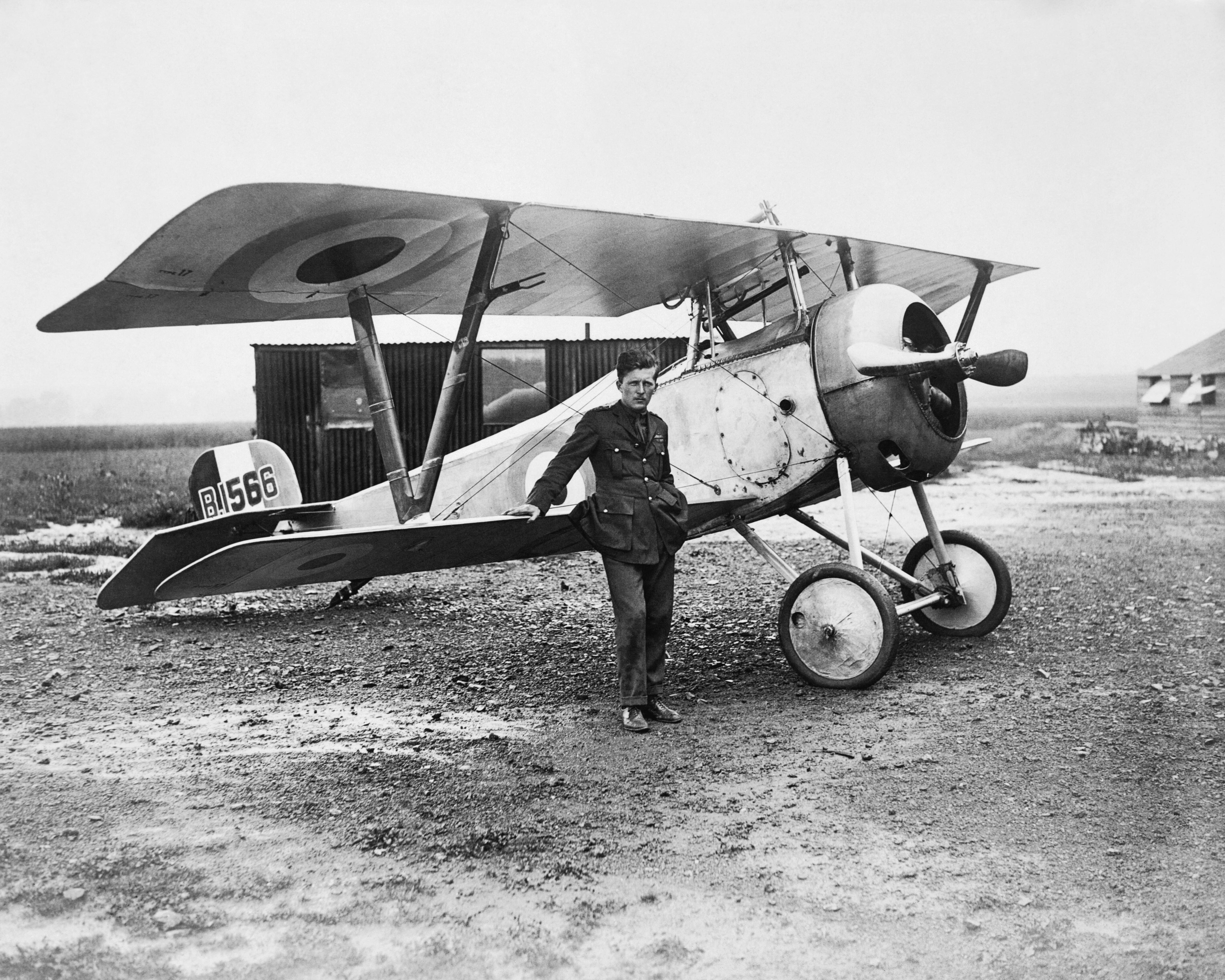
Nieuport 17 a kanadské letecké eso Billy Bishop v roce 1917

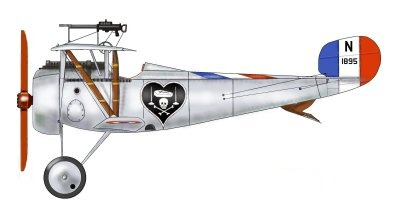
Nieuport 17 Le hussard de la mort (Jezdec smrti) na němž létal Charles Nungesser

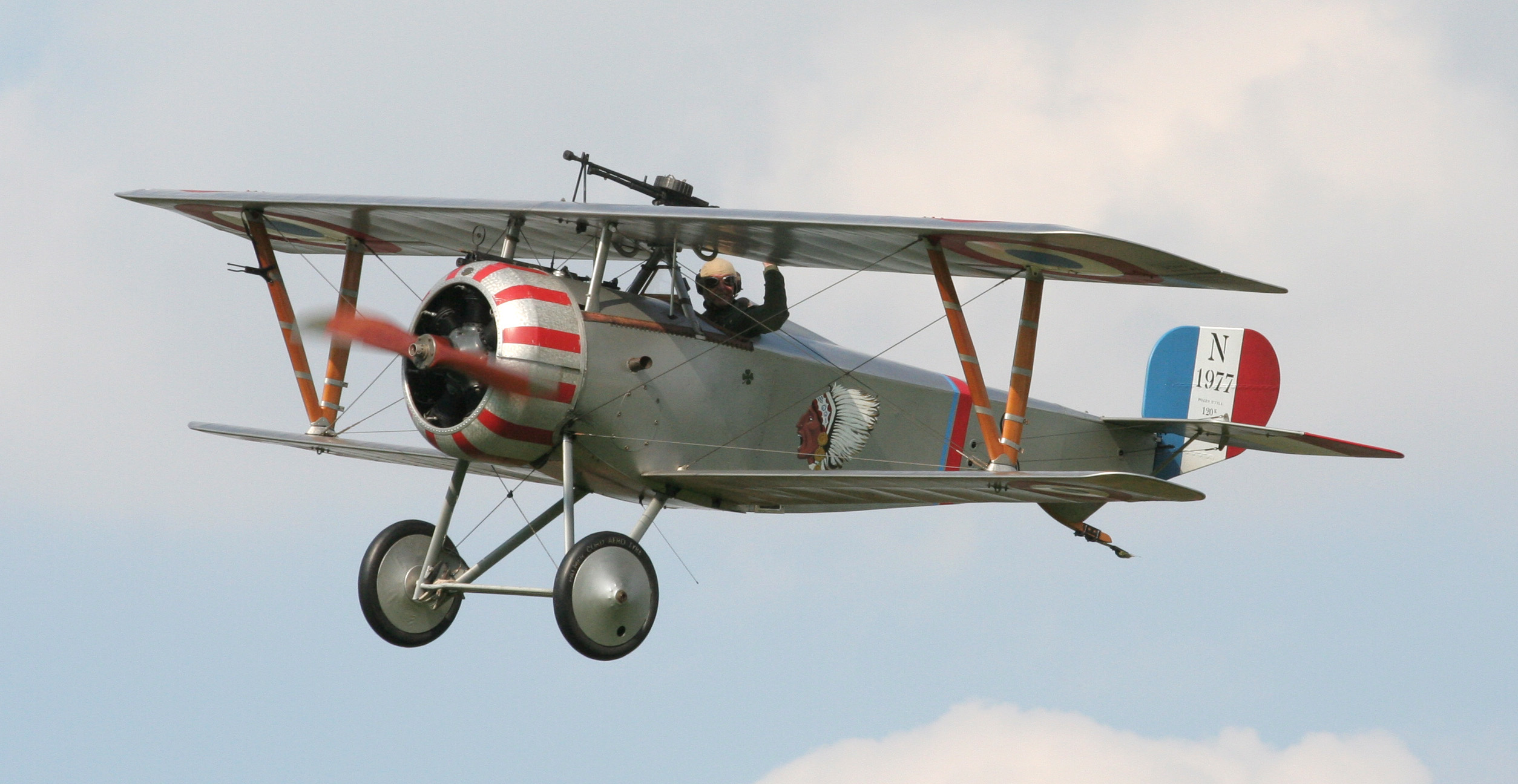
Nieuport 17 v roce 2007

Mnoho spojeneckých leteckých es létalo na letounech tohoto typu, včetně nejúspěšnějšího kanadského esa W. A. Bishopa, který v době, kdy na něm létal, získal Viktoriin kříž.
- Albert Ball VC, MC, DSO & 2 bar (44 s., v době své smrti byl spojeneckým esem es)
- Georges Guynemer (53 s., 2. nejúspěšnější francouzské eso)
- Charles Nungesser (43 s., 3. nejúspěšnější francouzské eso)
- Francesco Baracca (34 s., nejúspěšnější italské eso)
- Alexandr Alexandrovič Kazakov (20 s., nejúspěšnější ruské eso)

## Uživatelé
- Belgie, Československo, Estonsko, Finsko, Francie, Chile, Itálie, Kolumbie, Maďarsko, Nizozemsko, Polsko, Rumunsko, Rusko, Siam, Ukrajina, USA, Spojené království.

## Specifikace (Nieuport 17)

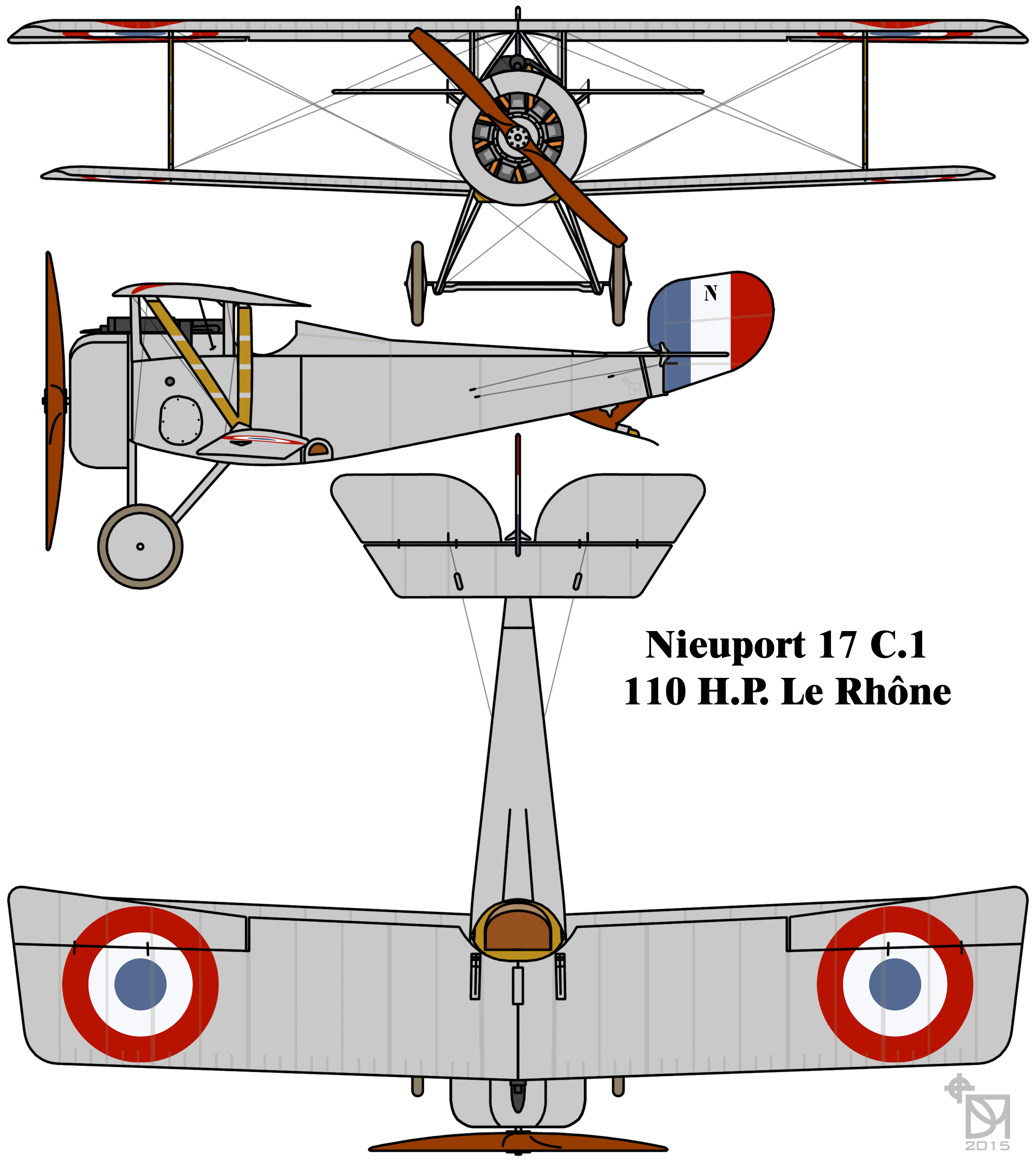
Třípohledový nákres Nieuportu 17

### Technické údaje
- Posádka: 1 (pilot)
- Délka: 5,8 m
- Rozpětí: 8,16 m
- Výška: 2,4 m
- Plocha křídel: 14,75 m²
- Prázdná hmotnost: 375 kg
- Vzletová hmotnost : 560 kg
- Pohonná jednotka: 1x rotační motor Le Rhône 9Jb
- Výkon pohonné jednotky: 82 kW (110 k)

### Výkony
- Maximální rychlost: 167 km/h
- Dolet: 249 km
- Dostup: 5 300 m
- Stoupavost: 6,83 min. do 2 000 m, 11,5 min. do 3 000 m
- Plošné zatížení: 37,84 kg/m²
- Poměr výkon/hmotnost: 0,15 kW/kg

### Výzbroj
- 1x synchronizovaný Vickers ráže .303/nesynchronizovaný Lewis stejné ráže na lafetě Foster nebo kombinace obojího
- 8x protibalónové rakety Le Prieur